# Sofaproblem

Das Hammersley-Sofa mit einer Fläche von 2,2074 m² kann um die Ecke des 1 m breiten Ganges bewegt werden, ist jedoch nicht die Lösung mit der größtmöglichen Fläche.

Gervers Sofa mit 18 Kurvensektionen

Das Sofaproblem ist ein bislang ungelöstes geometrisches Problem, das 1966 vom österreichisch-kanadischen Mathematiker Leo Moser beschrieben wurde. Es ist eine zweidimensionale Idealisierung des praktischen Problems, Möbelstücke um Hindernisse zu bewegen.
Das Sofaproblem ist die Frage, welches die zweidimensionale, starre Form mit der größten Fläche A ist, die innerhalb eines L-förmigen Korridors der Breite 1 um eine rechtwinklige Ecke manövriert werden kann. Die Fläche A wird als Sofakonstante bezeichnet. 

## Obere und untere Schranken
Ein Halbkreis mit Radius 1 kann um die Ecke herumtransportiert werden, indem man den Halbkreis zunächst gerade bis zur Begrenzung durchschiebt. Nun fällt die Ecke mit dem Mittelpunkt der Grundseite des Halbkreises zusammen, und man kann den Halbkreis um diesen Punkt herum um 90° drehen. Anschließend kann man den Halbkreis weiterschieben. Eine erste untere Grenze für den Flächeninhalt ist demnach {\displaystyle A\,=\,\pi /2\,\approx \,1{,}57}.
John Hammersley fand eine Form mit der wesentlich größeren Fläche {\displaystyle A\,=\,\pi /2+2/\pi \,\approx \,2{,}2074}. Sein Sofa, ähnlich geformt wie ein Telefonhörer, besteht aus zwei Viertelkreisflächen an den Seiten eines großen Rechtecks mit Seitenlängen 1 und {\displaystyle 4/\pi \,}, an dessen langer Seite mittig ein Halbkreis mit Radius {\displaystyle 2/\pi \,} ausgekehlt wurde.
Joseph Gerver fand ein Sofa mit einer geringfügig größeren Fläche von 2,2195. Sein achsensymmetrischer Umriss besteht aus 18 einzelnen Kurven und ähnelt Hammersleys Sofa, bei dem die Form abgerundet wurde. Wenngleich Gerver vermutete, dass sein Sofa optimal sei, steht ein formaler Beweis bislang aus.
Durch ein einfaches Argument zeigte Hammersley, dass {\displaystyle 2{\sqrt {2}}\,\approx \,2{,}8284} eine obere Schranke für die Sofakonstante ist. Im Juni 2017 bewiesen Yoav Kallus und Dan Romik eine neue obere Schranke von {\displaystyle 2{,}37}.
Im November 2024 veröffentlichte der Mathematiker Jineon Baek von der Yonsei University ein Preprint, in dem er einen Beweis gefunden haben soll, dass Gervers Wert optimal und damit das Sofaproblem gelöst ist. Die Prüfung des Beweises ist noch ausstehend.

## Beidseitiges Sofa

Romiks beidseitiges Sofa

Der Mathematiker Dan Romik erweiterte Gervers Ansatz, indem er sechs Differentialgleichungen zur Flächenoptimierung entwickelte und eine neue Form vorschlug, die geschlossen darstellbar und symmetrisch ist. Diese Form ist mit einem Flächeninhalt von rund 1,645 zwar deutlich kleiner als Gervers Sofa, eignet sich jedoch sowohl für Links- als auch Rechtskurven. Sie stellt damit eine plausible Lösung für das Problem des beidseitigen Sofas dar (für beide Drehrichtungen geeignet) und weist interessante algebraische und geometrische Eigenschaften auf, darunter segmentierte Kurven und algebraische Gleichungen. Ein Beweis für die Optimalität dieser Form steht noch aus.

## Trivia
Das Sofaproblem wird im Roman Der elektrische Mönch von Douglas Adams erwähnt, bei dem das Sofa des Protagonisten zwar in einen Flur hinein-, aber nicht mehr herausmanövriert werden kann.